# 张宗宪 (收藏家)
张宗宪（英語：Robert Chang，1929年—2024年11月30日），本名张永元，字宗宪，以字行。江苏苏州人，出生于上海。他是香港艺术品古董商与收藏家，以其中国瓷器、字画收藏而知名。

## 生平
张宗宪1929年出生于上海，祖父张揖如为竹刻名家，父亲张仲英原为上海聚珍斋古玩、珠宝商老板。1948年他为躲避战乱赴香港经营服装。1951年开办“永元行”古董店。1968年他首次参加伦敦拍卖会，是当时首位出现在国际拍卖会上的香港人。在自己收藏古董的同时，他也曾受人之托为蔡辰男、陈启斌、张添根等知名收藏家购买过文物，如1989年他帮助台湾鸿禧美术馆创办人张添根在香港苏富比拍卖会上以1650万元港币购得雍正珐琅彩芙蓉芦雁杯，创下当时清代瓷器最高拍卖记录。1992年，他精选自己的118件瓷器藏品在伦敦举办“张宗宪中国瓷器收藏精品展”。他于1999年、2000年、2006年曾三度委托香港佳士得举办其瓷器专场拍卖会。其中一只雍正青花五蝠九桃纹橄榄瓶以1104.5万港元成交，是当时清代青花瓷器的最高拍卖记录；另一只乾隆珐琅彩杏林春燕碗则于2006年被其胞妹张永珍以1.5亿港币拍下，刷新了清代陶瓷拍卖的新纪录。2018年，他在香港佳士得春拍上以1.3亿港币购得一只乾隆斗彩加粉彩暗八仙缠枝莲纹天球瓶。
除瓷器收藏外，张宗宪于1980年代起开始收藏中国字画，尤其近现代名家书画为重。2002年，他在上海举办“张宗宪中国近现代书画收藏展”，共展出齐白石、张大千、林风眠、徐悲鸿、傅抱石、吴昌硕、任伯年、黄宾虹等名家的208幅字画。
张宗宪是苏州市政协常委。2002年，他以约1000万元在其故乡苏州买下一座明清老宅，并命名为“张园”。
2020年，张宗宪成立“张宗宪教育及艺术慈善基金”。2023年以来，张宗宪先后两次向上海博物馆捐赠了40套共计55件铜胎掐丝珐琅器。2024年4月，上海博物馆举办专题特别展览“金琅华灿：张宗宪捐赠掐丝珐琅器展”。
2024年11月30日15时38分，张宗宪逝世于香港。